# Військовий орден Максиміліана Йозефа
Військовий орден Максиміліана Йозефа (нім. Militär-Max-Joseph-Orden) — орден, який протягом 1806—1918 років був найвищою військовою нагородою Баварського королівства. Був заснований 1 січня 1806 року королем Баварії Максиміліаном I Йозефом та мав три ступені:
- Великий хрест (Großkreuz);
- Командорський хрест (Kommandeurkreuz);
- Лицарський хрест (Ritterkreuz).

Кавалерами ордена могли стати генерали та офіцери баварської та союзних їй армій, що виявили хоробрість на полі бою або мали інші визначні воєнні заслуги. Кавалерами Великого хреста ордена могли стати лише військовики, що мали генеральський чин.
Баварські піддані, нагороджені Військовим орденом Максиміліана Йозефа, що на момент нагородження не мали дворянського титулу, отримували дворянство та лицарську приставку «Ritter von…» («Ріттер фон…», тобто «Лицар…») до свого прізвища. До прикладу, фельдмаршал Третього рейху Вільгельм Ріттер фон Лееб до нагородження цим орденом іменувався просто Вільгельмом Леебом. Отримане разом з нагородженням орденом дворянство було особистим — дійсним лише за життя нагородженої особи і не було спадковим. Якщо орден додатково отримував син або онук вже нагородженого, дворянство ставало спадковим.
Останній кавалер ордена, Губертус-Марія Ріттер фон Гайґль, помер 24 січня 1985 року.

## Опис

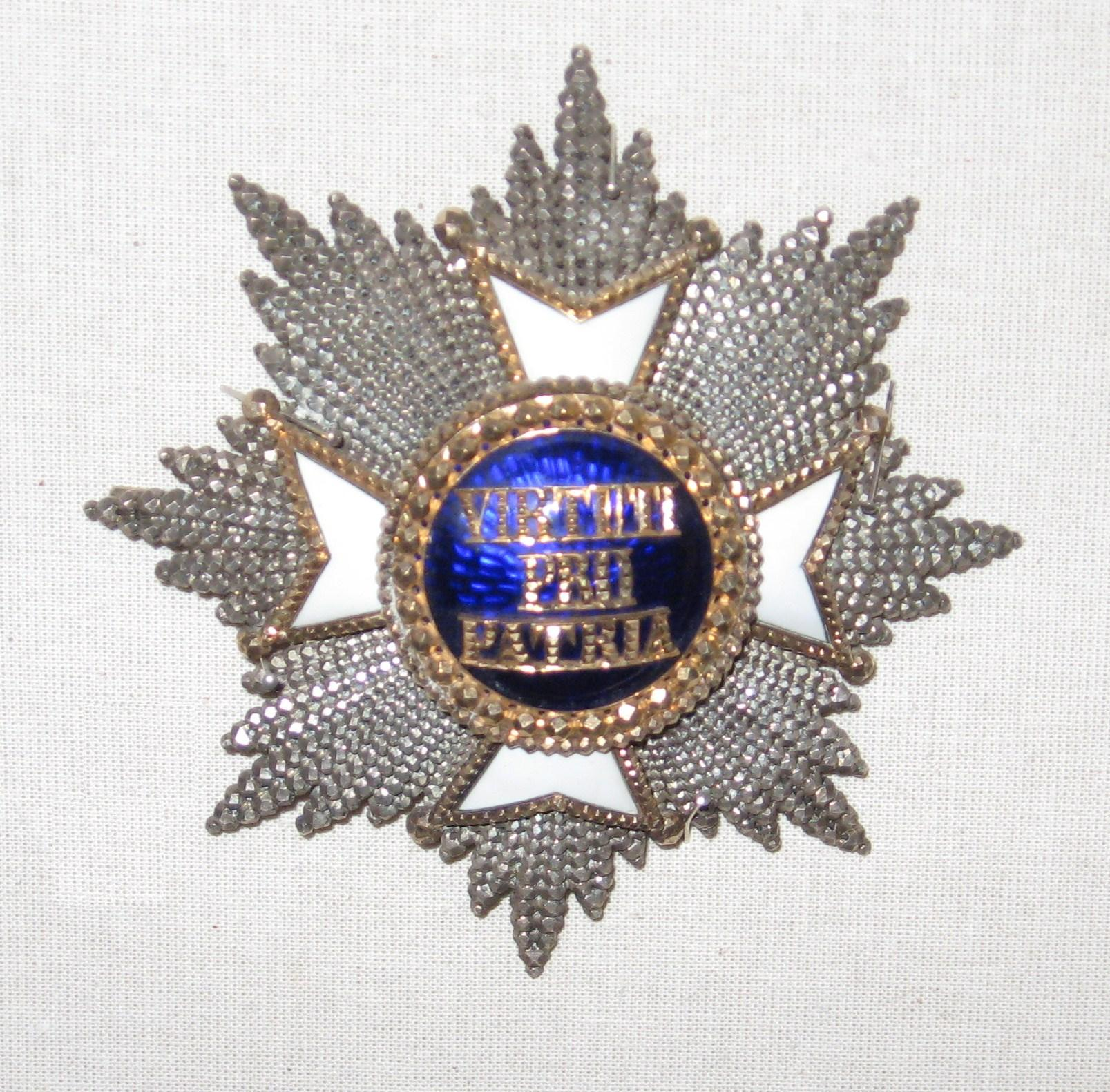
Орденська зірка Великого хреста

Нагородний знак Військового ордена Максиміліана Йозефа являє собою золотий восьмикутний мальтійський хрест, вкритий емаллю білого кольору. У кожному з восьмі кутів зірки розміщені золоті кульки. У центрі хреста розміщений круглий медальйон, вкритий емаллю синього кольору. На лицьовому боці медальйона — золоті ініціали засновника нагороди короля Максиміліана Йозефа (MJK), на зворотному — девіз ордена латинською мовою «Virtuti pro patria». Над хрестом розміщений золотий декоративний елемент у вигляді корони. Орденська стрічка — шовкова, муарова, білого кольору з широкою чорною смужкою по центру та вузькими блакитними смужками, розташованими ближче до кожного з боків.
Нагородний знак Лицарського хреста ордена має невеликий у порівнянні з іншими військовими нагородами того періоду розмір — 28 мм завширшки, висота нагороди з урахуванням корони та вушка — 50 мм. Лицарський хрест носився на грудях, перед військовими медалями, кріпився до одягу за допомогою орденської стрічки.
Нагородний знак Командорського хреста має дещо більший розмір, 38 на 55 мм, носився на нашийній стрічці.
Розміри нагородного знака Великого хреста становлять 68 на 100 мм, до нагородного знака цього ступеня додані золоті промені, розташовані в кутах хреста. Кавалери Великого хреста крім нагородного знака відповідної форми отримували восьмикутну срібну орденську зірку, у центрі якої розташовувався орденський хрест та збільшений медальйон з нанесеним девізом нагороди.